# Onthophagus dux
Onthophagus dux är en skalbaggsart som beskrevs av Sharp 1875. Onthophagus dux ingår i släktet Onthophagus och familjen bladhorningar. Inga underarter finns listade i Catalogue of Life.